# 애니 우드

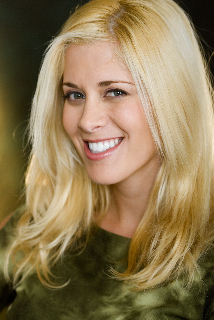

애니 우드(Annie Wood, 1971년 2월 10일 ~ )는 미국의 배우, 텔레비전 배우, 성우, 영화배우이다.
할리우드에서 태어났다.

## 영화
- 마이 시스터즈 키퍼 (2009년)
- 굿 럭 척 (2007년)
- 하트 오브 피어 (2006년) - 사만다 헌트 역
- 벡커 (1998년)
- 위험한 비상구 (1997년)
- 천사의 탈출 (1995년)
- 분노의 불 (1991년)